# Robert Bourgeois
Joseph Émile Robert Bourgeois (Sainte-Marie-aux-Mines, 21 de fevereiro de 1857 – Paris, 10 de novembro de 1945) foi um general, político e geógrafo francês.

## Vida
Bourgeois estudou na École polytechnique (a partir de 1876), onde foi de 1908 a 1929 como sucessor de Henri Poincaré professor de astronomia e geodésia.
Com Philipp Furtwängler escreveu o artigo Kartographi na Encyklopädie der mathematischen Wissenschaften.
O pesquisador polar francês Jean-Baptiste Charcot denominou o fiorde Bourgeois na Península Antártica em sua memória.